# Rogue (2007)
Rogue é um filme de terror australiano do ano de 2007, foi escrito por Greg Mclean e dirigido por Greg Mclean.

## Sinopse
Em um passeio turístico sobre as águas australianas do Parque Nacional Kakadu, o escritor americano Pete McKell vê sua vida por um fio. Quando a embarcação de seu grupo é ameaçada por um monstruoso Crocodilo devorador de homens, ele terá que superar suas diferenças com a guia Kate Ryan, para sobreviverem ao perigo.

## Elenco
- Radha Mitchell ... Kate Ryan
- Michael Vartan ... Pete McKell
- Sam Worthington ... Neil Kelly
- Caroline Brazier ... Mary Ellen
- Stephen Curry ... Simon
- Celia Ireland ... Gwen
- John Jarratt ... Russell
- Heather Mitchell ... Elizabeth
- Geoff Morrell ... Allen
- Damien Richardson ... Collin
- Robert Taylor ... Everett
- Mia Wasikowska ... Sherry
- Barry Otto ... Merv
- Shaun Longham ... Barfly